# Cadre-45/2-Europameisterschaft 1932

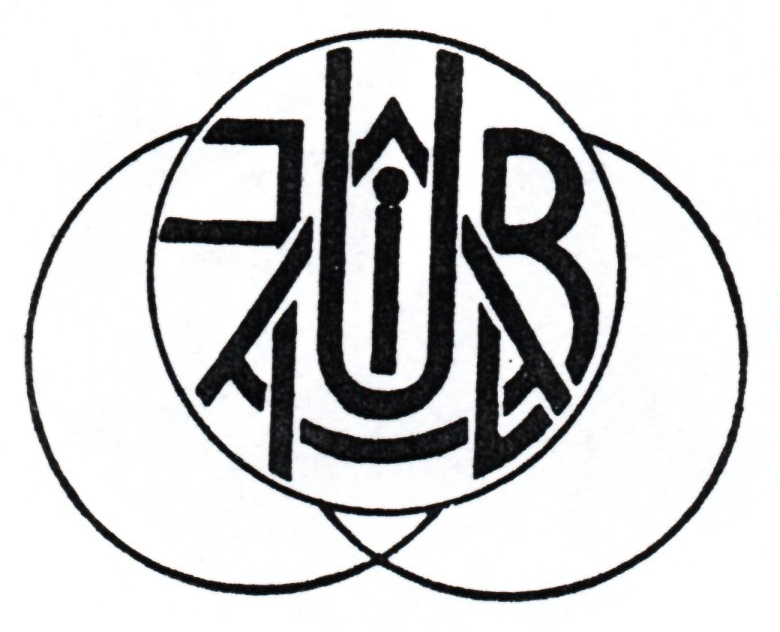
Logo UIFAB (ausrichtender Verband)

Veranstaltungsort: Hillegersberg

Die Cadre-45/2-Europameisterschaft 1932 war das 8. Turnier in dieser Disziplin des Karambolagebillards und fand vom 24. bis zum 28. Februar 1932 in Hillegersberg statt. Hillegersberg war 1932 eigenständig und ist heute ein Stadtteil von Rotterdam. Es war die siebte Cadre-45/2-Europameisterschaft in den Niederlanden.

## Geschichte
Diese Europameisterschaft war eine der Rekorde. Alle geltenden Rekorde wurden gebrochen. Der Ägypter Edmond Soussa, der erstmals den Titel holte, verbesserte den Rekord im GD auf 34,14. Für die beiden weiteren Rekorde im BED mit 100,00 und der HS mit 268 sorgte der Titelverteidiger Gustave van Belle, der diesmal nur Vierter wurde. Alle Rekordleistungen wurden bis dahin auch noch nicht bei einer Weltmeisterschaft erreicht. Seine Medaillensammlung komplettierte der Niederländer Jan Dommering mit der Silbermedaille. Platz drei ging an den Franzosen Albert Corty, der nach Silber 1925 diesmal die Bronzemedaille erspielte. Zum vierten Mal ging der fünfte Platz bei einer EM an einen Deutschen. Diesmal war es Carl Foerster. René Gabriëls musste krankheitsbedingt  das Turnier abbrechen. Dadurch gewann Juan Butrón kampflos gegen ihn.

## Qualifikation
Es wurden zwei Qualifikationsgruppen mit fünf Akteuren gespielt. Die jeweils Gruppenletzten schieden aus. Die anderen acht Spieler spielten das Hauptturnier. Die Qualifikationsergebnisse der qualifizierten Spieler wurden ins Hauptturnier übernommen.
| Platz                      | Name              | MP  | Pkte. | Aufn. | GD    | BED   | HS  |
| -------------------------- | ----------------- | --- | ----- | ----- | ----- | ----- | --- |
| 1                          | Gustave van Belle | 6:2 | 1163  | 39    | 29,32 | 40,00 | 189 |
| 2                          | Carl Foerster     | 6:2 | 1026  | 65    | 15,78 | 40,00 | 155 |
| 3                          | Alfredo Ferraz    | 6:2 | 880   | 61    | 14,42 | 17,39 | 131 |
| 4                          | Juan Butrón       | 2:6 | 724   | 70    | 10,34 | –     | 81  |
| 5                          | René Gabriëls     | 0:8 | 625   | 48    | 13,02 | –     | 109 |
| Gruppendurchschnitt: 16,14 |                   |     |       |       |       |       |     |

| Platz                      | Name          | MP  | Pkte. | Aufn. | GD    | BED   | HS  |
| -------------------------- | ------------- | --- | ----- | ----- | ----- | ----- | --- |
| 1                          | Edmond Soussa | 8:0 | 1600  | 54    | 29,62 | 40,00 | 128 |
| 2                          | Jan Dommering | 6:2 | 1425  | 61    | 23,36 | 33,33 | 135 |
| 3                          | Albert Corty  | 4:4 | 1253  | 79    | 15,86 | 26,66 | 100 |
| 4                          | Jákab Pap     | 2:6 | 941   | 146   | 6,44  | 6,45  | 59  |
| 5                          | Arnold Roth   | 0:8 | 540   | 99    | 5,45  | –     | 37  |
| Gruppendurchschnitt: 13,11 |               |     |       |       |       |       |     |

Hier wurde im Round Robin System bis 400 Punkte gespielt. Bei MP-Gleichstand (außer bei Punktgleichstand beim Sieger) wird in folgender Reihenfolge gewertet:
1. MP = Matchpunkte
2. GD = Generaldurchschnitt
3. HS = Höchstserie

## Hauptturnier
| MP    | Match Points (Sieger = 2; Unentschieden = 1; Verlierer = 0) |
| Pkte. | Erzielte Karambolagen                                       |
| Aufn. | Benötigte Versuche                                          |
| GD    | Generaldurchschnitt                                         |
| BED   | Bester Einzeldurchschnitt eines Spielers                    |
| HS    | Höchstserie                                                 |
|       | Bester GD des Turniers                                      |
|       | Bester ED des Turniers                                      |
|       | Beste HS des Turniers                                       |
|       | 1. Platz (Gold)                                             |
|       | 2. Platz (Silber)                                           |
|       | 3. Platz (Bronze)                                           |

| Platz                      | Name              | MP   | Pkte. | Aufn. | GD    | BED    | HS  |
| -------------------------- | ----------------- | ---- | ----- | ----- | ----- | ------ | --- |
| 1                          | Edmond Soussa     | 14:0 | 2800  | 82    | 34,14 | 66,66  | 216 |
| 2                          | Jan Dommering     | 10:4 | 2267  | 97    | 23,37 | 33,33  | 183 |
| 3                          | Albert Corty      | 10:4 | 2453  | 115   | 21,33 | 40,00  | 161 |
| 4                          | Gustave van Belle | 8:6  | 2498  | 80    | 31,22 | 100,00 | 268 |
| 5                          | Carl Foerster     | 6:8  | 2050  | 128   | 16,01 | 40,00  | 155 |
| 6                          | Alfredo Ferraz    | 6:8  | 1545  | 128   | 12,07 | 17,39  | 131 |
| 7                          | Jákab Pap         | 2:12 | 1593  | 194   | 8,21  | 8,33   | 79  |
| 8                          | Juan Butrón       | 0:14 | 1248  | 148   | 8,43  | –      | 81  |
| Turnierdurchschnitt: 16,92 |                   |      |       |       |       |        |     |